# Wyłącznik zmierzchowy

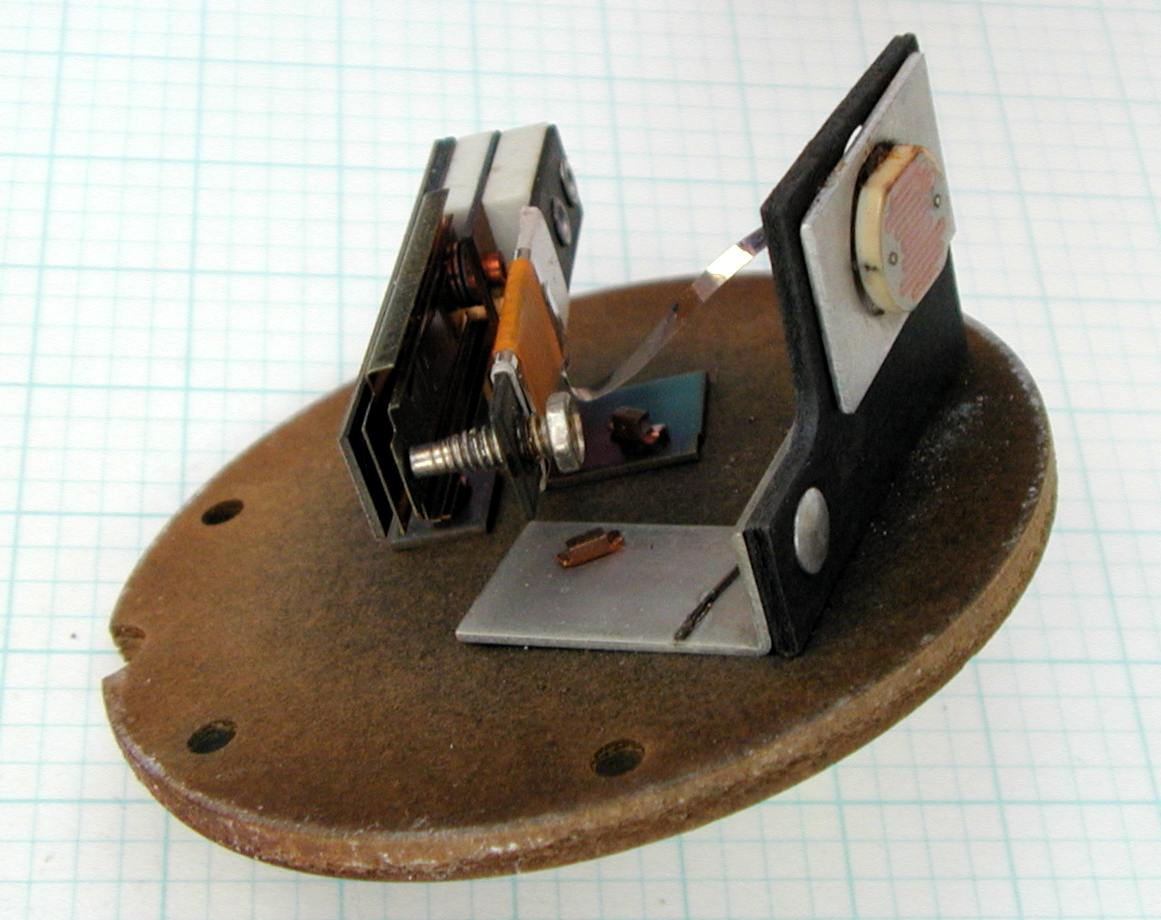
Wyłącznik zmierzchowy wyposażony w stycznik bimetaliczny

Symbol elektryczny wyłącznika zmierzchowego

Wyłącznik zmierzchowy (automat zmierzchowy) – łącznik elektryczny załączający i wyłączający obwód elektryczny w zależności od natężenia oświetlenia. Takie wyłączniki stosowane są m.in. do sterowania oświetleniem.
Prosty wyłącznik zmierzchowy zbudowany jest z fotorezystora, stycznika oraz sterującego nim wzmacniacza sygnału świetlanego. Zakłócenia w pracy wyłącznika mogą być spowodowane zaciemnieniem czujnika na skutek np. wysokiego zachmurzenia. Z tego powodu w niektórych wyłącznikach stosowane są układy opóźniające.
W Polsce wyłączniki zmierzchowe produkowano od końca lat. 60, m.in. od 1967 do 1997 r. w czaplińskich zakładach Telekom-Telcza.